# Iosif Varga (politician)
Iosif Varga (n. 17 iulie 1925, Dindești, Satu Mare -- d. ) a fost un demnitar comunist român de origine maghiară.